# 동두천초등학교
동두천초등학교는 대한민국 경기도 동두천시 생연동에 있는 공립 초등학교이다.

## 연혁
- 1923년 9월 1일 양주군 동두천공립보통학교 개교
- 1938년 4월 1일 동두천공립심상소학교로 개칭
- 1941년 4월 1일 동두천공립국민학교로 개칭
- 1949년 10월 20일 지행분교장, 송내국민학교로 독립
- 1959년 4월 1일 봉암분교장, 소요국민학교로 독립
- 1961년 4월 4일 걸산분교장 설치인가
- 1964년 3월 13일 동보분교장, 동보국민학교 독립
- 1969년 3월 1일 생연국민학교·사동국민학교 분리
- 1973년 3월 1일 보산국민학교 분리
- 1981년 3월 1일 병설유치원 설립인가
- 1986년 8월 12일 북관 교실 신축
- 1993년 9월 1일 개교 70주년 기념식
- 1994년 1월 10일 교문(정·후문) 및 담장 개축
- 1994년 1월 20일 창고 1동 증축(조립식60평)
- 1996년 3월 1일 동두천초등학교로 개명
- 1996년 11월 26일 다목적체육관 개관
- 1997년 11월 3일 전교생 급식
- 1999년 8월 31일 걸산분교장 통폐합
- 1999년 9월 17일 도서실 개관
- 2002년 11월 23일 본관교사전면 보수(드라이비트)
- 2003년 11월 20일 제2과학실 설치
- 2003년 11월 30일 본관 교사 증축공사(교실3, 화장실3)
- 2003년 12월 20일 제1과학실환경개선
- 2003년 12월 23일 후문개축, 북관옥상 및 빗물받이 개수
- 2003년 12월 28일 운동장배소로 설치
- 2005년 10월 7일 지혜의 등대 개관식
- 2007년 3월 15일 어학실 개관
- 2009년 6월 7일 본관 뒤 휀스 공사
- 2009년 7월 10일 북관 1층 3개 교실 바닥 공사
- 2009년 7월 21일 영어체험교실 인프라 구축 공사
- 2009년 8월 18일 특수학급 1교실 신증설
- 2009년 8월 22일 제1과학실 현대화사업 리모델링
- 2009년 9월 1일 북관 어학실 환경 개선
- 2009년 9월 15일 본관 화장실 개보수 (1층~3층)
- 2009년 10월 27일 철봉대 모래 깔기 공사
- 2009년 11월 8일 운동장 벤치 교체
- 2010년 1월 22일 본관 현관 개보수 공사 (3곳)
- 2013년 2월 28일 별관외벽 및 옥상방수공사
- 2013년 5월 16일 인조잔디운동장 및 우레탄트랙 조성
- 2013년 12월 9일 별관 화장실 개선 공사
- 2020년 1월 31일 제94회 졸업식(37명, 총 22196명)
- 2020년 3월 1일 일반학급 12, 특수학급 1, 병설유치원 1 편성
- 2020년 3월 1일 제24대 김정은 교장 취임
- 2023년 9월 1일 개교 100주년

## 참고 문헌
- 동두천초등학교 - 한국교육학술정보원 학교알리미

## 학교 상징
- 교화 - 장미 : 사랑과 희망의 아름다움과 불의에 항거하는 용기를 나타내고 명랑하고 아름다운 어린이
- 교목 - 은행나무 : 늠름한 자태와 강인한 활력소를 주는 슬기로운 어린이

## 같이 보기
- 동두천초등학교 축구단